# Benjamin Darbelet
Benjamin Darbelet (n. 13 noiembrie 1980, Dijon, Franța) este un judocan ce a reprezentat Franța, medaliat olimpic. A participat la 2 ediții ale Jocurilor Olimpice (2004, 2008) în care a câștigat o medalie de argint.